# Leif Hedberg
Leif Gudmar Thuresson Hedberg, född 20 maj 1930 i Bromma, Stockholm, död 20 oktober 2007 i Sankt Petri församling, Malmö, var en svensk skådespelare.

## Biografi
Leif Hedberg växte upp i Bromma och var verksam i Bromma läroverks teaterförening innan han 1953 började vid Malmö Stadsteaters elevskola och verkade där som skicklig karaktärsskådespelare i ett stort antal uppsättningar och arbetade bland annat med regissörer som Ingmar Bergman, Alf Sjöberg, Yngve Gamlin.
Han filmdebuterade 1953 i filmen Marianne och gjorde ett tjugotal film- och TV-roller, av vilka rollen som Erik Andersson i den rekordlånga TV-serien Hem till byn (1971–2002) är den han gjorde sig mest känd genom. Han gjorde även ett antal roller på Radioteatern och var en ansedd illusionist. Hedberg är begravd på Gamla kyrkogården i Malmö.

## Filmografi
- 1953 – Marianne
- 1955 – Kärlek på turné
- 1956 – Sista paret ut
- 1963 – Societetshuset (TV-serie)
- 1963 – Brott i sol (TV)
- 1965 – Fröknarna i parken (TV)
- 1965 – Jakten
- 1966 – Andersson, Pettersson och Lundström (TV)
- 1966 – Syskonbädd 1782
- 1968 – Badarna
- 1970 – Frida och hennes vän (TV-serie)
- 1971–2002 – Hem till byn (TV-serie)
- 1972 – Snapphanepojken (TV-serie)
- 1973 – Bröd för dagen (TV-serie)
- 1974 – Karl XII (TV)
- 1974 – Larry Larssons flykt och förvandling eller Båtsmannens barn
- 1976 – Predikare-Lena
- 1978 – Drömmare på besök (TV-serie)
- 1979 – Rädsla (TV-serie)
- 1980 – Syndabocken (TV)
- 1983 – Torsten och Greta (TV-serie)
- 1985 – August Palms äventyr (TV)
- 1986 – Skånska mord (TV)
- 1991 – Rosenholm (TV)
- 1996 – Torntuppen (TV-serie)
- 1998 – Dolly & Dolly (TV)
- 1999 – Browalls (TV)
- 2002 – Den 5:e kvinnan (TV)

## Teater

### Roller
| År   | Roll                        | Produktion                                                                                         | Regi                           | Teater            |
| ---- | --------------------------- | -------------------------------------------------------------------------------------------------- | ------------------------------ | ----------------- |
| 1954 |                             | Henrik och Pernille Ludvig Holberg                                                                 | Eva Sköld                      | Malmö stadsteater |
| 1955 |                             | Vår egen ö Leck Fischer                                                                            | Eva Sköld                      | Malmö stadsteater |
| 1955 |                             | Revisorn Nikolaj Gogol                                                                             | Lars-Levi Læstadius            | Malmö stadsteater |
| 1955 |                             | Lyckliga dagar Claude-André Puget                                                                  | Mats Johansson                 | Malmö stadsteater |
| 1956 |                             | Oväder August Strindberg                                                                           | Mats Johansson                 | Malmö stadsteater |
| 1956 |                             | Ornifle Jean Anouilh                                                                               | Yngve Nordwall                 | Malmö stadsteater |
| 1956 |                             | Kameliadamen Alexandre Dumas den yngre                                                             | Lars-Levi Læstadius            | Malmö stadsteater |
| 1956 |                             | Huckleberry Finns äventyr Gösta Terserus                                                           | Mats Johansson                 | Malmö stadsteater |
| 1956 |                             | Fruar på vift Georges Feydeau                                                                      | Yngve Nordwall                 | Malmö stadsteater |
| 1956 |                             | Hjälte mot sin vilja Ira Levin                                                                     | Yngve Nordwall                 | Malmö stadsteater |
| 1956 |                             | Trojanska kriget blir inte av Jean Giraudoux                                                       | Lars-Levi Læstadius            | Malmö stadsteater |
| 1956 | Nils Sture                  | Erik XIV August Strindberg                                                                         | Ingmar Bergman                 | Malmö stadsteater |
| 1957 | Fellahn                     | Peer Gynt Henrik Ibsen                                                                             | Ingmar Bergman                 | Malmö stadsteater |
| 1957 |                             | Anne Franks dagbok Frances Goodrich och Albert Hackett                                             | Lars-Levi Læstadius            | Malmö stadsteater |
| 1957 |                             | Petters resa till månen Gerdt von Bassewitz                                                        | Lennart Olsson                 | Malmö stadsteater |
| 1958 |                             | Melodi på lergök Lars-Levi Læstadius                                                               | Lennart Olsson                 | Malmö stadsteater |
| 1958 |                             | Världen är vi William Saroyan                                                                      | Yngve Nordwall                 | Malmö stadsteater |
| 1958 | Brander                     | Ur-Faust Johann Wolfgang von Goethe                                                                | Ingmar Bergman                 | Malmö stadsteater |
| 1959 |                             | Isak Juntti hade många söner Björn-Erik Höijer                                                     | Yngve Nordwall                 | Malmö stadsteater |
| 1959 |                             | Det blåser på månen Gertrud Hemmel och Jan Hemmel                                                  | Jan Hemmel                     | Malmö stadsteater |
| 1959 |                             | En vintersaga William Shakespeare                                                                  | Sandro Malmquist               | Malmö stadsteater |
| 1960 |                             | Som man ropar i skogen… Aleksandr Ostrovskij                                                       | Lars-Levi Læstadius            | Malmö stadsteater |
| 1960 |                             | Folk och rövare i Kamomilla stad Thorbjørn Egner                                                   | Jan Hemmel                     | Malmö stadsteater |
| 1960 |                             | Midsommardröm i fattighuset Pär Lagerkvist                                                         | Yngve Nordwall                 | Malmö stadsteater |
| 1961 |                             | Processen mot Jesus Diego Fabbri                                                                   | Börje Mellvig                  | Malmö stadsteater |
| 1961 |                             | Drottningens juvelsmycke Carl Jonas Love Almqvist                                                  | Hans Dahlin                    | Malmö stadsteater |
| 1961 |                             | Lurad för jämnan Molière                                                                           | Hans Dahlin                    | Malmö stadsteater |
| 1961 |                             | Mäster Olof August Strindberg                                                                      | Sandro Malmquist               | Malmö stadsteater |
| 1961 |                             | Spöket på Canterville Bernt Callenbo                                                               | Pierre Fränckel                | Malmö stadsteater |
| 1962 |                             | Onkel Vanja Anton Tjechov                                                                          | Josef Halfen                   | Malmö stadsteater |
| 1962 |                             | Stackars pappa, mamma har hängt sig i garderoben och jag känner mig så nere Arthur L. Kopit        | Herman Ahlsell                 | Malmö stadsteater |
| 1962 |                             | Tåget kan backa Frank D. Gilroy                                                                    | Josef Halfen                   | Malmö stadsteater |
| 1963 |                             | Muren (The Wall) Millard Lampell                                                                   | Lennart Olsson                 | Malmö stadsteater |
| 1963 |                             | Stormen William Shakespeare                                                                        | Gösta Folke                    | Malmö stadsteater |
| 1963 |                             | Dummerjöns Willy Keidser och Tylle Herlin                                                          | Jan Lewin                      | Malmö stadsteater |
| 1964 |                             | Svart måndag Reginald Rose                                                                         | Josef Halfen                   | Malmö stadsteater |
| 1964 |                             | Körsbärsträdgården (Вишнёвый сад, Visjnjovyj sad ) Anton Tjechov                                   | Josef Halfen                   | Malmö stadsteater |
| 1964 |                             | Kvinnan ska inte brännas Christopher Fry                                                           | Josef Halfen                   | Malmö stadsteater |
| 1965 |                             | Kvartetten som sprängdes Birger Sjöberg                                                            | Josef Halfen                   | Malmö stadsteater |
| 1965 |                             | O (dramatisk revy i 24 scenprator) Sandro Key-Åberg                                                | Jan Lewin                      | Malmö stadsteater |
| 1965 |                             | Lyckliga draken Gabriel Cousin                                                                     | Josef Halfen                   | Malmö stadsteater |
| 1965 |                             | Karmelitersystrarna Georges Bernanos                                                               | Andris Blekte                  | Malmö stadsteater |
| 1966 |                             | Alla har rätt Luigi Pirandello                                                                     | Sandor Györbiro                | Malmö stadsteater |
| 1966 |                             | Adam och Vera i Blackeberg Bo Sköld                                                                | Eva Sköld                      | Malmö stadsteater |
| 1966 |                             | I väntan på Godot Samuel Beckett                                                                   | Jan Lewin                      | Malmö stadsteater |
| 1966 |                             | Gustav III August Strindberg                                                                       | Gösta Folke                    | Malmö stadsteater |
| 1966 |                             | Det blåser i sassafrasträdet eller Rödskinn och råskinn och Det lilla praktskjutet René de Obaldia | Josef Halfen                   | Malmö stadsteater |
| 1967 |                             | Natthärbärget Maksim Gorkij                                                                        | Josef Halfen                   | Malmö stadsteater |
| 1967 |                             | Philadelphia, här är jag! Brian Friel                                                              | Andris Blekte                  | Malmö stadsteater |
| 1967 | Harold Gorringe             | Komedi i mörker Peter Shaffer                                                                      | Per Siwe                       | Malmö stadsteater |
| 1968 |                             | Den gyllne staden Arnold Wesker                                                                    | Lennart Olsson                 | Malmö stadsteater |
| 1968 |                             | Tre systrar Anton Tjechov                                                                          | Josef Halfen                   | Malmö stadsteater |
| 1968 |                             | Mutter Courage och hennes barn Bertolt Brecht                                                      | Jan Lewin                      | Malmö stadsteater |
| 1968 |                             | Hemmet Kent Andersson och Bengt Bratt                                                              | Jan Lewin                      | Malmö stadsteater |
| 1969 |                             | Julius Caesar William Shakespeare                                                                  | Eva Sköld                      | Malmö stadsteater |
| 1972 |                             | Killarna Siv Widerberg                                                                             | Leif Sundberg                  | Malmö stadsteater |
| 1972 |                             | Sagan om Sindbad Sjöfararens äventyr Per Lysander och Agneta Pleijel                               | Leif Sundberg                  | Malmö stadsteater |
| 1973 |                             | Två ungherrar i Verona William Shakespeare                                                         | Urban Lindh                    | Malmö stadsteater |
| 1973 |                             | Major Barbara George Bernard Shaw                                                                  | Eva Sköld                      | Malmö stadsteater |
| 1973 |                             | Mästargänget Jason Miller                                                                          | Lennart Olsson                 | Malmö stadsteater |
| 1974 |                             | Lördag, söndag, måndag Eduardo De Filippo                                                          | Gösta Folke                    | Malmö stadsteater |
| 1974 |                             | Fjollan av Chaillot Jean Giraudoux                                                                 | Lennart Olsson                 | Malmö stadsteater |
| 1975 |                             | Gökboet Dale Wasserman                                                                             | Lucian Giurchescu              | Malmö stadsteater |
| 1975 |                             | Emigranten från Brisbane Georges Schehadé                                                          | Josef Halfen                   | Malmö stadsteater |
| 1976 |                             | Jösses flickor befrielsen är nära Margareta Garpe och Suzanne Osten                                | Jan Lewin                      | Malmö stadsteater |
| 1976 |                             | Vilken fantastisk bordell! Eugène Ionesco                                                          | Josef Halfen                   | Malmö stadsteater |
| 1977 |                             | Sommargäster Maksim Gorkij                                                                         | Lennart Olsson                 | Malmö stadsteater |
| 1977 |                             | Katharina Blums förlorade heder Heinrich Böll                                                      | Bo G Forsberg                  | Malmö stadsteater |
| 1978 |                             | Barnet Margareta Garpe                                                                             | Claes Camnert Kristina Kamnert | Malmö stadsteater |
| 1979 |                             | Stor-Klas och Lill-Klas Gustaf af Geijerstam                                                       | Josef Halfen                   | Malmö stadsteater |
| 1980 |                             | Attest Pavel Kohout                                                                                | Marie Radok                    | Malmö stadsteater |
| 1980 |                             | Protest Václav Havel                                                                               | Marie Radok                    | Malmö stadsteater |
| 1980 |                             | Bosman och Lena Athol Fugard                                                                       | Andris Blekte                  | Malmö stadsteater |
| 1980 |                             | Vildanden Henrik Ibsen                                                                             | Eva Sköld                      | Malmö stadsteater |
| 1981 |                             | Förmörkelsen - till Fedra Per Olov Enquist                                                         | Lennart Olsson                 | Malmö stadsteater |
| 1981 |                             | Ankdammen David Mamet                                                                              | Claes Camnert                  | Malmö stadsteater |
| 1982 |                             | Amadeus Peter Shaffer                                                                              | Josef Halfen                   | Malmö stadsteater |
| 1982 |                             | Ambassadören Sławomir Mrożek                                                                       | Andris Blekte                  | Malmö stadsteater |
| 1984 |                             | Doktorn klipper till (Tailleur pour dames) Georges Feydeau                                         | Andris Blekte                  | Malmö stadsteater |
| 1984 |                             | Änkeman Jarl Vilhelm Moberg                                                                        | Andris Blekte                  | Malmö stadsteater |
| 1984 |                             | Streber Stig Dagerman                                                                              | Urban Lindh                    | Malmö stadsteater |
| 1986 | Harry                       | Balansgång (A Delicate Balance) Edward Albee                                                       | Ronnie Hallgren                | Malmö stadsteater |
| 1986 |                             | Husets herre (Мещане, Mesjtjane) Maksim Gorkij                                                     | Barbro Larsson                 | Malmö Stadsteater |
| 1986 |                             | Beckett x 3: Rockaby + Ohio impromptu + Vad var Samuel Beckett                                     | Claes Camnert                  | Malmö stadsteater |
| 1987 |                             | Jaktscener från Nedre Bayern Martin Sperr                                                          | Magnus Bergquist               | Malmö stadsteater |
| 1987 | Johan Wahlén, kommerseråd   | Främlingarna Joakim Groth                                                                          | Barbro Larsson                 | Malmö stadsteater |
| 1988 |                             | Bröderna Lejonhjärta Astrid Lindgren                                                               | Eva Sköld                      | Malmö stadsteater |
| 1988 | Ilja Afanasjevitj Sjamrajev | Måsen (Чайка, Tjajka) Anton Tjechov                                                                | Ronnie Hallgren                | Malmö Stadsteater |
| 1988 |                             | Skandal i familjen Alan Ayckbourn                                                                  | Lennart Olsson                 | Malmö stadsteater |
| 1989 |                             | I gycklarnas tid Peter Barnes                                                                      | Magnus Bergquist               | Malmö stadsteater |
| 1989 |                             | Slaget vid Lepanto Howard Barker                                                                   | Barbro Larsson                 | Malmö stadsteater |
| 1991 |                             | Siden och Sågspån Annika Holm                                                                      | Kerstin Österlin               | Malmö stadsteater |

### Fotnoter
1. ↑  ”Erik XIV”. Stiftelsen Ingmar Bergman. http://ingmarbergman.se/verk/erik-xiv. Läst 15 oktober 2015.
2. ↑  ”Peer Gynt”. Ingmar Bergman Face to face. http://ingmarbergman.se/verk/peer-gynt. Läst 15 oktober 2015.
3. ↑  ”Ur-Faust”. Stiftelsen Ingmar Bergman. http://ingmarbergman.se/verk/ur-faust. Läst 19 oktober 2015.